# Vertolaye
Vertolaye är en kommun i departementet Puy-de-Dôme i regionen Auvergne-Rhône-Alpes i centrala Frankrike. Kommunen ligger i kantonen Olliergues som tillhör arrondissementet Ambert. År 2022 hade Vertolaye 551 invånare.

## Befolkningsutveckling
Antalet invånare i kommunen Vertolaye
| Referens: INSEE |